# 木田裕士
木田 裕士（きだ ひろし、1968年〈昭和43年〉3月5日 - ）は、日本の実業家、起業家、クリエイティブプランナー。東京都出身。
株式会社アイガーの創業者であり、代表取締役社長、IGER America Corporation　CEO、日本経済団体連合会会員（スタートアップ委員会委員、クリエイティブエコノミー委員会委員、イノベーション委員会委員、知的財産・国際標準戦略委員会委員、教育・大学改革推進委員会委員）、経済同友会幹事（スタートアップ推進委員会委員、地方創生委員会委員）。

## 概要
1986年、大学在学中にブランディング会社アイガーグループを起業。卒業と同時に株式化し、1990年に株式会社アイガー設立。
設立当初よりインターネットに精通したサービス『フィールド』を開発しサービスを開始する。
現在では、学費比較サイト『学費ナビ』、マーケティングツール『ライバルwebサーチ』の開発、サービスをスタートさせている。
2011年には米国のNYに完全子会社を設立。

## 略歴
- 1968年、東京都生まれ[2]。
- 1986年-大学で建築を専攻しながら、在学中にブランディング会社アイガーグループを起業。
- 1990年-株式会社アイガーとして株式化させる。[3]
- 1995年-日本初のGUIパソコン通信サービス『フィールド』を開発[要出典]、サービススタート。
- 1998年-インターネット化した『インターネットフィールド』を開発、サービススタート。
- 2011年-米国のNYに完全子会社IGER America Corporation設立。
- 2020年-学費比較サイト、『学費ナビ』開発、サービススタート。
- 2022年-マーケティングツール『ライバルwebサーチ』開発、サービススタート。
- 2023年現在-株式会社アイガー　代表取締役社長、IGER America Corporation CEO、日本経済団体連合会会員（スタートアップ委員会　委員、クリエイティブエコノミー委員会　委員、イノベーション委員会　委員、知的財産・国際標準戦略委員会　委員、教育・大学改革推進委員会　委員）[1]、経済同友会幹事（スタートアップ推進委員会　委員、地方創生委員会　委員）、クリエイティブプランナーとしてのメディア出演。

## 著書
- 『戦う覚悟 -ビジネスのバイブルに終わらない人生論-』（日新報道、2005年10月）ISBN 978-4817406101
- 『逆襲 ジパングの黄金』（日新報道、2014年4月）ISBN 978-4817407764

## メディア出演
- 文化放送「木田裕士　ジパングの黄金」（2014～2015）[2]
- 文化放送「木田裕士・唐橋ユミ ジパングの黄金」（2022/9～）[4]